# 394 год до н. э.

## События
- Военные трибуны с консульской властью Марк Фурий Камилл (3-й раз), Луций Фурий Медуллин (6-й раз), Гай Эмилий Мамерцин (по Т.Ливию Цезон Эмилий), Луций Валерий Публикола, Спурий Постумий Альбин Р., Публий Корнелий (2-й раз). Переизбраны большинство плебейских трибунов (Авл Вергиний, Квинт Помпоний и др.)[1].
- Взятие римской армией Камилла Фалерий (Этрурия). В земле вольсков основана колония Цирцея.
- Отправка из Рима золотой чаши в Дельфы в дар Аполлону.
- Война Рима с эквами.
- Сенатский указ о назначении консулов на следующий год.
- Послы в Дельфы Луций Валерий, Луций Сергий и Авл Манлий. Корабль перехвачен липарскими пиратами, но глава пиратов Тимасифей освобождает его.
- 394/393 — Афинский архонт-эпоним Эвбудид.
- Битвы близ Немеи и при Коронее. Битва при Книде.
- Агесилай дошёл до Пафлагонии, в земли сатрапа Фарнабаза, и привлёк на свою сторону царя Пафлагонии Котиса, опустошил Фригию и навёл порядок в городах Ионии, но вынужден был вернуться на помощь Спарте. Агесилай прошёл через Фермопилы, Фокиду и Беотию и встал лагерем у Херонеи.
- В битве при Книде спартанский флот разбит греко-персидским флотом под командованием афинянина Конона и Фарнабаза. На субсидии от персов афиняне восстанавливают стены и начинают возрождать флот.
- Битва при Коронее между спартанцами и орхоменцами Агесилая против фиванцев, афинян, аргосцев, коринфян, локров и эвбейцев. В битве на стороне Спарты принимает участие Ксенофонт. Кровопролитная битва закончилась победой Агесилая.
- Попытка спартанского полемарха Гилида совершить вторжение в Локриду закончилась его гибелью и отступлением отряда.
- Умер царь Македонии Аероп II. Начинается ожесточённая борьба за македонский престол.
- Возвращение Платона в Афины.
- 394—386 — Путешествия Платона в Южную Италию и Сицилию.